# Године олова (Италија)
Године олова (итал. Anni di piombo) представљају период друштвено-политичких немира у Италији који је трајао од касних 1960-их до касних 1980-их година, обележен учесталом терористичком активношћу, бомбашким нападима, отмицама и политичким убиствима, извођеним од стране левичарских, десничарских и анархистичких паравојних организација. Назив „оловне године“ односи се на „олово“ из метака коришћених у оружаним нападима, али и на терет и тежину друштвене климе тог доба.
Период је почео крајем 1960-их, током таласа студентских и радничких протеста познатих као 1968. и „Врућа јесен“ 1969. године, а ескалирао након бомбашког напада на Пјаца Фонтана у Милану у децембру 1969, када је погинуло 17 људи. Овај догађај сматра се почетком стратегије напетости, у којој су екстремистичке групе и поједини делови државног апарата користили насиље и страх ради политичких циљева.
Најпознатији левичарски милитантни покрет тог периода биле су Црвене бригаде, које су одговорне за низ оружаних акција, укључујући и отмицу и убиство Алда Мора 1978. године. Са десничарске стране, више неофашистичких организација, као што су Нови поредак, Национална авангарда и Наоружене револуционарне ћелије, такође су изводиле нападе, међу којима је најсмртоноснији био Бомбашки напад на Болоњску железничку станицу 1980, у којем је погинуло 85 људи.
Током „године олова“ укупно је убијено неколико стотина људи, а хиљаде су рањени. Поред милитантних група, у насиље су били умешани и поједини делови државних служби безбедности, који су, према неким истраживањима, сарађивали са екстремно десничарским организацијама у оквиру тзв. стратегије напетости, како би се дискредитовао комунистички и левичарски покрет у Италији.

## Порекло назива
Порекло термина можда потиче од референце на број оружаних напада током тог периода, или од популарног немачког филма из 1981. Marianne and Juliane, који је у Италији приказиван под називом Anni di piombo. Филм је приказивао животе две чланице западнонемачке милитантне крајње левичарске групе Фракција Црвена армија, која је стекла озлоглашеност током истог периода.

## Позадина
Период је обележен распрострањеним друштвеним сукобима и невиђеним актима тероризма које су изводиле и десничарске и левичарске групе. Од раних 1960-их, док је Италија уживала у тзв. економском чуду, крајња левица и крајња десница постепено су се радикализовале услед слабљења револуционарних идеала и неуспеха главних десничарских и левичарских партија да значајно утичу на главни ток политике. Године 1960, подршка владе Тамбронија од стране неофашистичког Италијанског социјалног покрета (MSI) довела је до немира и пада владе. Искључење MSI-а из било какве коалиције разочарало је крајње десничарске групе и навело их да разматрају радикалне акције. Слично томе, неспособност Италијанске комунистичке партије да изазове револуцију у Италији или чак победи на националним изборима, као и њено укључивање у мејнстрим политику, довели су до разочарања код многих левичарских активиста, који су се окренули екстремнијим покретима. Широки раднички немири и сарадња контракултурних студентских активистичких група са радницима у фабрикама и пролептичким радикалним левичарским организацијама као што су Потере операио и Лота континуа кулминирали су тзв. „Врућа јесен“ 1969. године, масовним низом штрајкова у фабрикама и индустријским центрима у северној Италији. Студентски штрајкови и раднички штрајкови, које су често предводили радници, левичари, радници наклоњени левици или марксистички активисти, постајали су све чешћи, а често су се претварали у сукобе између полиције и демонстраната, које су у великој мери чинили радници, студенти, активисти и често левичарски милитанти.
Хришћански демократи (DC) одиграли су кључну улогу у доласку Италијанске социјалистичке партије (PSI) на власт 1960-их и формирању коалиције. Убиство лидера Хришћанских демократа Алда Мора 1978. године означило је крај стратегије „историјски компромис“ између DC и Италијанске комунистичке партије (PCI). Убиство су извеле Црвене бригаде, које је тада предводио Марио Морети. Између 1968. и 1988. 428 убистава приписано је политичком насиљу у облику бомбашких напада, атентата и уличних сукоба између супарничких милитантних фракција.

## Хронологија догађаја

### 1969

#### Јавни протести
Јавни протести потресали су Италију током 1969. године, са посебно активним покретом за радничка права и аутономистичким студентским покретом, што је довело до окупације Fiat Mirafiori фабрике аутомобила у Турину.

#### Убиство Антонија Аннарумме
19. новембра 1969. године, Антонио Аннарумма, милански полицајац, убијен је током нереда од стране екстремно левих демонстраната. Он је био први државни службеник који је изгубио живот у таласу насиља.

#### Бомбашки напад на Пјацу Фонтана
Монумент Виктору Емануилу II, Banca Nazionale del Lavoro у Риму и Banca Commerciale Italiana и Banca Nazionale dell'Agricoltura у Милану бомбардовани су у децембру.
Локална полиција је ухапсила око 80 осумњичених из левичарских група, укључујући Џузепе Пинели, анархисту који је првобитно био окривљен за напад, и Пиетро Валпреда. Њихова кривица је одбијена од стране левичарских чланова, посебно чланова студентског покрета, тада истакнутог на миланским универзитетима, јер су веровали да су напад извели фашисти. Након смрти Џузепеа Пинелија, који је мистериозно умро 15. децембра док је био у полицијском притвору, радикални левичарски лист Lotta Continua започео је кампању оптужујући полицајца Луиђи Калабрези за Пинелијево убиство. 1975. године, Калабрези и други полицијски званичници су ослобођени кривице од стране судије Ђерардо Д'Амбризио који је одлучио да је Пинели пао кроз прозор јер се осетио лоше и изгубио равнотежу.
У међувремену, анархиста Валпреда и још пет особа осуђени су и затворени због напада. Касније су пуштени након три године претпостављеног притвора. Затим су два неофашиста, Франко Фреда (становник Падуја) и Џовани Вентура, ухапшена и оптужена за организовање масакра; 1987. године су ослобођена кривице од стране Врховног суда због недостатка доказа.
Током 1990-их, нове истраге о нападу на Пјацу Фонтана, позивајући се на нове изјаве сведока, поново су имплицирале Фреду и Вентуру. Међутим, пар не може поново бити суђен због начела двоструког кривичног гоњења, јер су ослобођени кривице за злочин 1987. године.

### 1970

#### Оснивање Црвених бригада
Црвене бригаде су основане у августу 1970. године од стране Ренато Курцио и Маргерита (Мара) Кагол, који су се упознали као студенти на Универзитет у Тренту и касније венчали, и Алберто Франческини.
Док је група у Тренто око Курција имала своје корене у Одсеку за социологију Католичког универзитета, група у Ређо Емилији (око Франческинија) је углавном обухватала бивше чланове FGCI (комунистичког омладинског покрета) избачене из матичне партије због екстремних ставова.
Још једна група активиста долазила је из фабрика Sit-Siemens у Милану; то су били Марио Моретти, синдикални функционер, Корадо Алуни, који ће напустити Црвене бригаде да би основао другу "борбену" организацију, и Алфредо Буонавита, радник.
Прва акција Црвених бригада била је паљење аутомобила Ђузепеа Леонија (руководиоца компаније Sit-Siemens у Милану) 17. септембра 1970. године, у контексту радничких немира у фабрици.

#### Пуч Боргезе
У децембру је планиран неофашистички пуч, назван Golpe Borghese, од стране младих екстремиста деснице, већином ветерана Италијанске социјалне републике, уз подршку чланова Corpo Forestale dello Stato, као и десно оријентисаних предузетника и индустријалаца. "Црни принц", Џунио Валерио Боргезе, учествовао је у њему. Пуч, који је отказан у последњем тренутку, открио је лист Paese Sera, и јавности објављен три месеца касније.

### 1971

#### Атентат на Алесандра Флориса
26. марта, Алесандро Флорис је у Ђенови убијен од стране јединице Групе 22. октобар, левичарске терористичке организације. Аматерски фотограф је направио фотографију убице која је омогућила полицији да идентификује терористе. Група је истражена и више чланова је ухапшено. Неки су побегли у Милано и придружили се Gruppi di Azione Partigiana (GAP), а касније и Црвеним бригадама.
Црвене бригаде су сматрале Групу XXII Ottobre својим претходником и, у априлу 1974, киднаповале су судију Марио Соси у неуспелом покушају ослобађања ухапшених чланова. Годинама касније, Црвене бригаде су убиле судију Франческа Кока 8. јуна 1976, заједно са његова два полицијска ескортора, Ђованијем Сапонаром и Антиоком Дејаном, као освету.

### 1972

#### Атентат на Луигија Калабрезија
17. маја 1972, полицајац Луиги Калабрези, носилац златне медаље Италијанске Републике за грађанску храброст, убијен је у Милану. Власти су првобитно сумњале на чланове Lotta Continua; затим је претпостављено да је Калабрези убијен од стране неофашистичких организација, што је довело до хапшења два неофашистичка активиста, Ђанија Нардија и Бруна Стефана, заједно са немицом Гудрун Киес, 1974. године. Они су на крају пуштени. Шеснаест година касније, Адриано Софри, Џорџо Петростефани, Овидио Бомпреси и Леонардо Марино су ухапшени у Милану након Мариноове признања за убиство. Током суђења утврђено је да су криви за организовање и извршење атентата.
Убиство Калабрезија отворило је епизоду атентата које су спроводиле наоружане групе левице.

#### Бомбашки напад у Петeану
31. маја 1972. године, тројица италијанских Carabinieri су убијена у Peteano у бомбашком нападу, за који је првобитно била оптужена Lotta Continua. Званичници Карбинерија су касније оптужени и осуђени за извртање правде. Судија Касон идентификовао је члана Ordine Nuovo Vincenzo Vinciguerra као особу која је поставила бомбу у Петeану.  
Неофашистички терориста Винчиђера, који је ухапшен осамдесетих година због бомбашког напада у Петeану, изјавио је пред судијом Felice Casson да је овај false flag напад био намењен да примора италијанску државу да прогласи ванредно стање и да постане више ауторитарна. Винчиђера је објаснио како га је војно-обавештајна агенција SISMI штитила, омогућавајући му бекство у Francoist Spain.  
Истраживање судије Касона открило је да је десничарска организација Ordine Nuovo сарађивала са Италијанском војном обавештајном службом, SID (Servizio Informazioni Difesa). Заједно су извршили напад у Петeану и потом окривили Црвене бригаде. Винчиђера је признао и сведочио да га је штитила мрежа симпатизера у Италији и иностранству, који су обезбедили његово бекство након напада. "Цео механизам је ступио на снагу", присећао се Винчиђера, "то јест, Карбинери, Министар унутрашњих послова, царинске службе и војне и цивилне обавештајне службе прихватили су идеолошко образложење напада."

### 1973

#### Пожар у Примавале
16. априла 1973. године, пожар који су извршили чланови Потере Операио у кући неофашистичког Италијански друштвени покрет (MSI) активисте Марио Матеи у Примавале, Rим, резултирао је тиме да су његова два сина, старости 22 и 8 година, спаљена живи.

#### Бомбашки напад на полицијску команду у Милану
Током церемоније 17. маја 1973. у част Луигија Калабрезија, на којој је присуствовао Министар унутрашњих послова, Gianfranco Bertoli, анархиста, бацио је бомбу која је убила четири особе и ранила 45.  
1975. године, Бертоли је осуђен на доживотну казну затвора: иако се идентификовао као анархиста, суд у Милану је написао да је био повезан са крајње десничарском организацијом Нови поредак и да је био обавештајни извор SID-а и поверљиви контакт полиције.
1990-их, постојала је сумња да је Бертоли био члан Гладио, али је он то негирао у интервјуу: у списку од 622 члана Гладија објављеном 1990. године, његово име недостаје.
Судија која је истраживала покушај атентата на Маријана Румора открила је да су Бертолијеви досијеи били непотпуни. Генерал Џанаделио Малети, шеф SID-а од 1971. до 1975. године, осуђен је in absentia 1990. године за опструкцију правде у случају Маријана Румора.

### 1974

#### Бомбашки напад на Пјацу дела Лодђа
У мају 1974. године, бомба је експлодирала током антифашистичке демонстрације у Бреша, Ломбардија, убивши осам људи и ранивши 102. 16. новембра 2010. године, Суд у Бреши је ослободио оптужене: Francesco Delfino (карабинијер), Карло Марија Маџи, Pino Rauti, Maurizio Tramonte и Delfo Zorzi (чланови Ordine Nuovo неофашистичка група). Тужилац је затражио доживотне казне за Делфина, Маџија, Трамонтеа и Зорзија, а ослобађање због недостатка доказа за Пина Раутија. Четворица оптужених поново су ослобођена на апелационом суду 2012. године, али је 2014. године Врховни суд наложио да се поново одржи апелациони процес у апелационом суду у Милану за Маџија и Трамонтеа. Делфино и Зорзи су коначно ослобођени. 22. јула 2015. године, апелациони суд је осудио Маџија и Трамонтеа на доживотну казну затвора за наређивање и координацију масакра.

#### Прво убиство од странеЦрвене бригаде
17. јуна 1974. године, два члана МСИ су убијена у Падуја. Испрва је сумњано да је реч о унутрашњем сукобу између неофашистичких група, јер је злочин починио у граду Franco Freda. Међутим, убиство је потом преузела Црвена бригада: то је било прво убиство те организације, која је до тада извршавала само пљачке, бомбашке нападе и киднаповања.

#### Планирани пуч
Гроф Edgardo Sogno је у својим мемоарима навео да је у јулу 1974. године посетио шефа станице Central Intelligence Agency (CIA) у Риму како би га обавестио о припремама за пуч. Питао је шта би влада Сједињених Држава (САД) урадила у случају таквог пуча, а Согно је написао да му је речено: "Сједињене Државе би подржале сваку иницијативу која би држала комунисте ван власти". Генерал Малети је 2001. године изјавио да није знао за Согнов однос са ЦИА и да није био обавештен о пучу, познатом као Golpe bianco (Бели пуч), који је водио Randolfo Pacciardi.

#### Бомбашки напад на воз Италикус
4. августа 1974. године, 12 људи је убијено, а 48 је повређено у бомбашком нападу на експресни воз Италикус на релацији Рим-Бренер код San Benedetto Val di Sambro. За напад је преузела одговорност неофашистичка терористичка организација Ordine Nero.

#### Хапшење Вита Мијелија
Генерал Vito Miceli, шеф војне обавештајне агенције SIOS 1969. године и руководилац SID од 1970. до 1974. године, ухапшен је 1974. године због оптужби за "заверу против државе". Након његовог хапшења, италијанске тајне службе су реорганизоване законом од 24. октобра 1977. године у покушају да се поново успостави цивилна контрола над обавештајним агенцијама. SID је подељен на садашњи SISMI, SISDE и CESIS, који је требало да директно координише са Prime Minister of Italy. Истовремено је створен Italian Parliamentary Committee on Secret services control (Copaco). Мијели је ослобођен 1978. године.

#### Хапшење лидера Црвене бригаде
1974. године, неки лидери Црвене бригаде, укључујући Renato Curcio и Alberto Franceschini, су ухапшени, али је ново руководство наставило рат против италијанске десничарске елите са појачаним жаром.
Италијанска влада је показивала оклевање у суочавању са тероризмом левице. Владалачка Хришћанска демократија потцењивала је претњу Црвене бригаде, говорећи о "фантомским" Црвеним бригадама, и наглашавајући уместо тога опасност неофашистичких група. Италијанска левица је такође мање бригу показивала због постојања наоружане комунистичке организације, а више због могућих злоупотреба полиције против демонстраната, позивајући на разоружавање полиције током уличних демонстрација.
Претходне године, Potere Operaio се распао, иако је Autonomia Operaia наставила његово дело. Lotta Continua се такође распао 1976. године, иако је њихов магазин наставио да излази још неколико година. Из остатка Lotta Continua и сличних група настала је терористичка организација Prima Linea.

### 1975
На 28. фебруара, студент и фашистички активиста Микис Мантакас је убијен од стране левичара током немира у Риму.
На 13. марта, млади активиста Италијанско социјалистичко покрет (MSI) Серџо Рамели је нападнут у Милану од стране групе Авангардја Операиа и повређен у главу кљештима (познато као Hazet 36). Преминуо је 29. априла, након 47 дана проведених у болници.
На 25. маја, студент и левичарски активиста Алберто Бразили је избоден у Милану од стране неофашистичких активиста.
На 5. јуна, Џовани Д'Алфонсо, члан полицијске снаге Карабињери, је убијен од стране Црвених бригада.

### 1976
29. априла, адвокат и активиста Италијанског социјалистичког покрета (MSI) Енрико Педенови је убијен у Милану од стране организације Прва линија. Ово је било прво убиство које је извела Прва линија.
8. јула, у Рим, судија Виторио Окорсио је убијен од стране неофашисте Пиерлуиђи Конкутели.
14. децембра, у Риму, полицајац Приско Палумбо је убијен од стране Пролетерска наоружана језгра.
15. децембра, у Сесто Сан Ђовани (град близу Милана), заменик шефа Виторио Падовани и водник Серђо Бацега су убијени од стране младог екстремисте Валтер Алазиа.

### 1977
11. марта, Франческо Лорусо је убијен од стране војне полиције (Карабињери) на универзитету у Болоња.
12. марта, полицајац из Ториноа Џузепе Чиота је убијен од стране Прима Линеа.
22. марта, полицајац из Рима Клаудио Гразиози је убијен од стране Нучи Армати Пролетари.
28. априла, у Торину, адвокат Фулвио Кроче је убијен од стране Црвених бригади.
12. маја, у Риму, 19-годишња студенткиња Џорђијана Мази је убијена током сукоба полиције и демонстраната.
14. маја, у Милану, активисти из једне крајње леве организације извукли су пиштоље и почели да пуцају на полицију, убијајући полицајца Антонио Кустра. Фотограф је снимио активисту како пуца на полицију. Ова година је називана временом "П38", у односу на Walther P38 пиштољ.
16. новембра, у Торину, Карло Казалегно, заменик директора новина La Stampa, је тешко рањен у заседи Црвених бригади. Преминуо је тринаест дана касније, 29. новембра.

### 1978
4. јануара, у Касино, шеф безбедности Фијата Кармине Де Роза је убијен од стране левичара.
7. јануара, у Рим, млади активисти из Италијански социјални покрет (MSI) Франко Бигонцети и Франческо Чавата су убијени од стране крајње левичара, а други активиста (Стефано Рекјони) је убијен од стране полиције током насилне демонстрације. Нека активиста су напустила MSI и основала Нучи Армати Риволуционари, који је имао везе са римском криминалном организацијом Банда дела Маљана.
20. јануара, у Фиренца, полицајац Фаусто Дионизи је убијен од стране Прима Линеа.
7. фебруара, у Прато (град близу Фиренце), нотар Џанфранко Спиги је убијен од стране левичара.
14. фебруара, у Рим, судија Рикардо Палма је убијен од стране Црвених бригади.
10. марта, у Торино, маршал Росарио Берарди је убијен од стране Црвених бригади.
16. марта, у Милану, догодило се убиство Фауста и Иаја. Нико никада није пронађен одговоран за двоструко убиство.
11. априла, у Торино, полицајац Лоренцо Кутуњо је убијен од стране Црвених бригади.
20. априла, у Милан, полицајац Франческо Ди Каталдо је убијен од стране Црвених бригади.
10. октобра, у Рим, судија Џироламо Тарталионе је убијен од стране Црвених бригади.
11. октобра, у Напуљ, универзитетски професор Алфредо Паолела је убијен од стране Прима Линеа.
8. новембра, у Патрика (град близу Фрозиноне), судија Феделе Калвоса је убијен од стране Unità Comuniste Combattenti.

#### Отмица и атентат Алда Мора
16. марта 1978, Алдо Моро је отет од стране Црвене бригаде (тада под вођством Марио Морети), а пет његових телохранитеља је убијено. Алдо Моро је био левичарски оријентисан Хришћански демократ који је више пута служио као премијер; пре убиства, покушавао је да укључи Италијанска комунистичка партија (PCI), на челу са Енрико Берлингуер, у владу кроз споразум назван Историјски компромис. PCI је у то време била највећа комунистичка партија у Западној Европи, углавном због свог неекстремистичког и прагматичног става, растуће независности од Москве и доктрине еврокомунизма. PCI је био посебно јак у областима као што је Емилија Ромања, где је имао стабилне позиције у власти и зрелу практичну искуственост, што је могло допринети прагматичнијем приступу политици. Црвене бригаде су биле жестоко противљење Комунистичкој партији и синдикатима: неки левичарски политичари користили су израз "друштво које греши" (Compagni che sbagliano). it, један од чланова Црвених бригада који је учествовао у отмици, изјавио је да је одлука о отмици Мора донета "недељу дана пре, датум је одређен, могао је бити 15. или 17. март".
9. маја 1978, након сажетог "народног суђења", Моро је убијен од стране Марија Моретија уз, како је такође утврђено, учешће it. Тело је пронађено истог дана у гејтку црвеног Реноа 4 у улици Микеланджело Каетани, у центру Рима. Последица је била та да PCI није добила извршну власт.
Мороов атентат је праћен великом репресијом према социјалном покрету, укључујући хапшење многих чланова Аутономија опера, укључујући Оресте Скалцоне и политичког филозофа Антонио Негри (хапшени 7. априла 1979).

### 1979
Активне наоружане организације су порасле са 2 1969. године на 91 1977. и 269 1979. године. Те године било је 659 напада.

#### Највише годишњих убистава
19. јануара, Турински полицајац Џузепе Лорусо је убијен од стране организације Prima Linea.
24. јануара, радник и синдикалиста Гуидо Роса је у Ђенови убијен од стране Црвених бригади.
29. јануара, судија Емилио Алесандрини је у Милану убијен од стране Prima Linea.
9. марта, студент Емануеле Јурили је у Турину убијен од стране Prima Linea.
20. марта, истраживачки новинар Мино Пекорели је убијен у свом аутомобилу у Рим. Премијер Џулио Андреоти и мафијашки шеф Гаетано Бадаламенто су 2002. осуђени на 24 године затвора због убиства, али су пресуде поништене следеће године.
3. маја, у Рим, полицајци Антонио Меа и Пјеро Олану су убијени од стране Црвених бригади.
13. јула, у Друенто (град близу Турина), полицајац Бартоломео Мана је убијен од стране Prima Linea.
13. јула, у Рим, пуковник карабињера Антонио Вариско је убијен од стране Црвених бригади.
18. јула, конобар Кармин Чивитате је у Турину убијен од стране Прима Линеа.
21. септембра, Карло Ђиглиено је у Турину убијен од стране групе Прима Линеа.
11. децембра, пет наставника и пет ученика Института "Валета" у Турину је рањено у ноге од стране Prima Linea.

### 1980

#### Још атентата
- 8. јануар, Милано – полицајци Антонио Честари, Роко Санторо и Микеле Татули убијени од стране Црвених бригада.[2]
- 25. јануар, Џенова – полицајци Емануеле Тутобене и Антонио Касу убијени од стране Црвених бригада.[2]
- 29. јануар – директор петрохемијске фабрике Силвио Гори убијен од стране Црвених бригада.[2]
- 5. фебруар, Монца – Паоло Паолети убијен од стране Прима Линеа.[76][77]
- 7. фебруар – активиста Прима Линеа Вилијам Вачер убијен под сумњом за издају.[2]
- 12. фебруар, Рим – на универзитету Ла Сапијенца, Виторио Бачелет, потпредседник Високог савета судства и бивши председник католичке организације Ационе Католика, убијен од стране Црвених бригада.[2]
- 10. март, Рим – кувар Луиђи Алегрети убијен од стране Наоружани другови за комунизам.[69]
- 16. март, Салерно – судија је убијен од стране Црвених бригада.[2]
- 18. март, Рим – судија Ђироламо Минервини убијен од стране Црвених бригада.[69]
- 19. март, Милано – судија Guido Galli убијен од стране Prima Linea.[78]
- 10. април, Торино – чувар Мондијалпол Ђузепе Пишчунери убијен од стране Ронде Пролетари.[79]
- 23. јун, Рим – судија Марио Амато убијен од стране Револуционарне оружане снаге.[69]
- 31. децембар, Рим – генерал карабињера Галвал Енрикоиги убијен од стране Црвених бригада.[69]

#### Масакр у Болоњи
- 2. август – бомба убија 85 особа и рањава више од 200 у Болоња. Познат као Болоњски масакр, експлозија је уништила велики део главне железничке станице у граду. Установљено је да је у питању неофашистички напад, углавном организован од стране Језгра Армати Револуционари: Франческа Мамбро и Валерио Фиораванти осуђени на доживотну казну затвора. У априлу 2007, Врховни суд потврдио је осуду Луиђија Чиавардинија, члана НАР-а са блиским везама са Терза Позиционе. Чиавардини је добио казну од 30 година затвора за улогу у нападу.[80]

## Догађаји после 1988.

### Ресургенција 1990-их и 2000-их
Крајем 1990-их и почетком 2000-их дошло је до обнове терористичких активности Црвених бригада, што је довело до даљих атентата.
На дан 20. маја 1999, Масимо Д'Антона, консултант Министарства рада, убијен је у нападу групе терориста Црвених бригада у Риму.
На дан 19. марта 2002, Марко Биџи, академик и консултант Министарства рада, убијен је у нападу групе терориста Црвених бригада у Болоњи.
На дан 2. марта 2003, Емануеле Петри, полицајац, убијен је од стране групе терориста Црвених бригада у близини Castiglion Fiorentino.

### Хапшења 2021.
2021. године, Француска је ухапсила седам од десетина избеглих левичарских милитаната који су деценијама имали француску заштиту. Међу ухапшенима били су Ђорђо Пјетростефани, оснивач групе Лота Континуа који је осуђен за убиство миланског полицијског комесара Луиђи Калабрези. Остали су Марина Петрала, Роберта Капели и Серџо Торнаги, који су добили доживотне казне затвора за убиства и киднаповања.

## Белешке
1. 1 2 3 4 5  Побегао из Италије
2. 1 2 3 4  Ослобођен оптужби

1. ↑  Расформиране од стране полиције.
2. ↑  Расформирана због растућег притиска полиције. Већина се придружила Црвеним бригадама; други се окренули политици.
3. ↑  Расформирана од стране полиције. Чланови се придружили Црвеним бригадама и Партизанским акционим групама.
4. ↑  Расформиран од стране полиције.
5. ↑  Расформирана због унутрашњих свађа. Неки чланови се придружили Црвеним бригадама, а други формирали Прву линију.
6. ↑  Расформирана због унутрашњих неслагања. Неки чланови су се придружили групи Радничкој аутономији.
7. ↑  Расформирана због притиска полиције и припајања чланова PAC-у, Црвеним бригадама и Првој линији. Они у затвору често повезани са NAP.
8. ↑  Забрањен, неки се придружили Црном поретку.
9. ↑  Забрањена. Чланови се придружили Црном поретку.
10. ↑  Расформиран.
11. ↑  Расформирана од стране полиције. NAR касније користио као прикривено име.